# اویدو (رومانی)
شهر اویدو (به رومانیایی: Ovidiu) در شهرستان کونستانس در کشور رومانی واقع شده‌است. جمعیت این شهر ۱۳٬۴۵۸ نفر است.

## نگارخانه

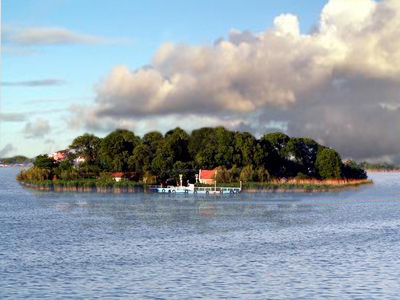